# Yuremamina
Yuremamina  es un fitoindole alcaloide que se aisló e identificó a partir de la corteza de Mimosa tenuiflora en 2005. Como un compuesto puro, yuremamina es un sólido amorfo de color púrpura. Representa una nueva familia de derivados de indol.